# 韦伊内·西皮莱
韦伊内·西皮莱（芬蘭語：Väinö Sipilä，1897年12月24日—1987年9月12日），芬兰男子田径运动员。他曾代表芬兰参加1924年和1928年夏季奥林匹克运动会田径比赛，其中1924年奥运会获得一枚金牌。